# Реес, Макс
Макс Реес (нем. Maximilian Reeß; 10 июня 1845, Вислох около Гейдельберга — 15 сентября 1901, Клингенмюнстер, Пфальц) — германский биолог, ботаник, миколог, преподаватель.
Изучал естественные науки в Гейдельберге, Фрайбурге и Мюнхене, в 1867 году получил докторскую степень. Габилитировался по ботанике в университете Галле в 1869 году, с 1872 года был ординарным профессором ботаники в Эрлангенском университете, где проработал до конца жизни. Параллельно с преподаванием был директором ботанического сада в Эрлангене и лекарственной комиссии. С 1878 года являлся членом академии Леопольдина.
Был известен своими работами по споровым растениям. 
Наиболее важные из работ: 
- «Zur Entwickelungsgeschichte des Polypodiaceensporangiums» (1866, с 3 таблицами)
- «Zur Entwickelungsgeschichte der Stammspitze von Equisetum» (1867, с 2 таблицами)
- «Die Rostpilzformen der deutschen Coniferen» (1869, с 2 таблицами)
- «Botanische Untersuchungen über die Alkoholgälirungspilze» (1870, с 4 таблицами)
- «Ueber den Befruchtungsvorgang bei den Basidiomyceten» (Эрланген, 1875),
- «Einige Bemerkungen über fleischfressende, Pflanzen»
- «Ueber die Natur der Flechten» (1879)
- «Ueber den Parasitismus von Slaphomyces granulatus» (1880)
- «Ueber systematische Stellung der Hefepilze» (1883)

и др. 
В 1896 году издал «Lehrbuch der Botanik».